# Formazioni di Superliga russa di pallavolo femminile 2012-2013
Formazioni delle squadre di pallavolo partecipanti alla stagione 2012-2013 del campionato di Superliga russa.

## Dinamo-Kazan
| N° | Nome                | Ruolo | Data di nascita  | Nazionalità sportiva |
| -- | ------------------- | ----- | ---------------- | -------------------- |
| -  | Rišat Giljazutdinov | All   | 31 ottobre 1972  | Russia               |
| 1  | Marija Borodakova   | C     | 8 marzo 1986     | Russia               |
| 3  | Lesja Machno        | S     | 4 settembre 1981 | Russia               |
| 4  | Ol'ga Čukanova      | P     | 9 giugno 1980    | Russia               |
| 5  | Elena Ponomareva    | S     | 28 dicembre 1972 | Russia               |
| 7  | Heather Bown        | C     | 29 novembre 1978 | Stati Uniti          |
| 8  | Aleksandra Efremova | L     | 29 ottobre 1987  | Russia               |
| 10 | Jordan Larson       | S     | 16 ottobre 1986  | Stati Uniti          |
| 11 | Ekaterina Gamova    | S/O   | 17 ottobre 1980  | Russia               |
| 13 | Evgenija Starceva   | P     | 12 febbraio 1989 | Russia               |
| 14 | Ekaterina Kabešova  | L     | 5 agosto 1986    | Russia               |
| 15 | Tat'jana Košeleva   | S     | 23 dicembre 1988 | Russia               |
| 17 | Regina Moroz        | C     | 14 gennaio 1987  | Russia               |
| 18 | Irina Voronkova     | S     | 20 ottobre 1995  | Russia               |

## Dinamo Krasnodar
| N° | Nome                 | Ruolo | Data di nascita   | Nazionalità sportiva |
| -- | -------------------- | ----- | ----------------- | -------------------- |
| -  | Avital Selinger      | All   | 10 marzo 1959     | Paesi Bassi          |
| 1  | Anna-Miriam Gansorne | S     | 16 marzo 1982     | Russia               |
| 4  | Marina Manjuk        | C     | 26 novembre 1982  | Russia               |
| 5  | Jana Ščerban'        | S     | 6 settembre 1989  | Russia               |
| 6  | Helena Havelková     | S     | 25 luglio 1989    | Rep. Ceca            |
| 7  | Svetlana Krjučkova   | L     | 21 febbraio 1985  | Russia               |
| 8  | Svetlana Akulova     | P     | 10 aprile 1984    | Russia               |
| 9  | Elena Plotnikova     | L     | 26 luglio 1978    | Russia               |
| 10 | Ekaterina Osičkina   | C     | 2 aprile 1986     | Russia               |
| 11 | Ljudmila Malofeeva   | O     | 18 maggio 1988    | Russia               |
| 13 | Evgenija Kožuchova   | S     | 3 luglio 1990     | Russia               |
| 14 | Irina Uralëva        | P     | 14 giugno 1990    | Russia               |
| 15 | Anna Lubnina         | C     | 25 settembre 1986 | Russia               |
| 16 | Julija Merkulova     | C     | 17 febbraio 1984  | Russia               |
| 19 | Destinee Hooker      | S/O   | 7 settembre 1987  | Stati Uniti          |

## Dinamo Mosca
| N° | Nome                 | Ruolo | Data di nascita   | Nazionalità sportiva |
| -- | -------------------- | ----- | ----------------- | -------------------- |
| -  | Svetlana Ilić        | All   | 12 agosto 1972    | Serbia               |
| 1  | Julija Sedova        | C     | 8 gennaio 1985    | Russia               |
| 2  | Valerija Hončarova   | S     | 3 gennaio 1988    | Russia               |
| 3  | Marija Duskrjadčenko | C     | 9 marzo 1984      | Russia               |
| 4  | Hanna Cokur          | S/O   | 2 aprile 1984     | Russia               |
| 5  | Anastasija Markova   | S     | 16 ottobre 1987   | Russia               |
| 7  | Maryna Marčenko      | S/O   | 12 luglio 1985    | Ucraina              |
| 8  | Natalija Hončarova   | S     | 1º giugno 1989    | Russia               |
| 10 | Elena Ežova          | L     | 14 agosto 1977    | Russia               |
| 11 | Dar'ja Čikrizova     | L     | 9 settembre 1990  | Russia               |
| 12 | Marija Žadan         | P     | 6 febbraio 1983   | Russia               |
| 13 | Nataša Osmokrović    | S     | 27 maggio 1976    | Croazia              |
| 14 | Ekaterina Krivec     | C     | 14 novembre 1984  | Russia               |
| 15 | Ljubov' Jagodina     | S     | 22 settembre 1977 | Ucraina              |
| 18 | Marina Akulova       | P     | 13 dicembre 1985  | Russia               |
| 23 | Tat'jana Košeleva    | S     | 27 settembre 1988 | Russia               |

## Enisej
| N° | Nome                   | Ruolo | Data di nascita   | Nazionalità sportiva |
| -- | ---------------------- | ----- | ----------------- | -------------------- |
| -  | Andrej Eremeev         | All   | -                 | Russia               |
| 1  | Julija Ajsina          | S/O   | 23 gennaio 1991   | Russia               |
| 4  | Ol'ga Doronina         | C     | 7 gennaio 1981    | Russia               |
| 5  | Bojana Radulović       | P     | 3 gennaio 1984    | Serbia               |
| 8  | Inna Sorokina          | C     | 3 marzo 1993      | Russia               |
| 9  | Marija Popova          | S     | 1º novembre 1986  | Russia               |
| 10 | Anastasija Zabackaja   | L     | 10 aprile 1994    | Russia               |
| 11 | Alina Elizarova        | C     | 15 maggio 1980    | Russia               |
| 12 | Tamara Rakić           | S     | 22 settembre 1987 | Serbia               |
| 14 | Oksana Černyšova       | S     | 5 giugno 1989     | Russia               |
| 15 | Evgenija Kondraškina   | L     | 1º luglio 1990    | Russia               |
| 16 | Natal'ja Nepomijaščich | P     | 16 agosto 1987    | Russia               |
| 18 | Natal'ja Simonenko     | S     | 31 maggio 1988    | Russia               |

## Fakel
| N° | Nome               | Ruolo | Data di nascita  | Nazionalità sportiva |
| -- | ------------------ | ----- | ---------------- | -------------------- |
| -  | Jurij Pančenko     | All   | 5 febbraio 1959  | Russia               |
| 1  | Anna Ledebeva      | S/O   | 4 febbraio 1985  | Russia               |
| 2  | Anna Galeeva       | L     | 15 aprile 1992   | Russia               |
| 5  | Anna Paregina      | P     | 11 giugno 1985   | Russia               |
| 7  | Ksenija Peškina    | C     | 28 febbraio 1986 | Russia               |
| 8  | Natal'ja Alimova   | C     | 9 dicembre 1978  | Russia               |
| 9  | Elena Maslova      | P     | 27 agosto 1980   | Russia               |
| 10 | Evgenija Ivašova   | S     | 10 marzo 1990    | Russia               |
| 11 | Joyce da Silva     | S/O   | 13 giugno 1984   | Brasile              |
| 12 | Ana Paula Ferreira | S     | 17 giugno 1980   | Brasile              |
| 13 | Dar'ja Pisarenko   | S     | 22 aprile 1991   | Russia               |
| 15 | Dar'ja Talyševa    | L     | 16 ottobre 1991  | Russia               |
| 17 | Tat'jana Gorškova  | S     | 8 marzo 1981     | Russia               |
| 18 | Natal'ja Rogačeva  | C     | 30 dicembre 1982 | Russia               |

## Omička
| N° | Nome                | Ruolo | Data di nascita   | Nazionalità sportiva |
| -- | ------------------- | ----- | ----------------- | -------------------- |
| -  | Zoran Terzić        | All   | 9 luglio 1966     | Serbia               |
| 1  | Nelli Fonova        | S     | 20 dicembre 1983  | Russia               |
| 2  | Elena Pešechonova   | P     | 22 marzo 1988     | Russia               |
| 4  | Julija Podskal'naja | C     | 18 aprile 1989    | Russia               |
| 5  | Ekaterina Orlova    | S/O   | 21 ottobre 1987   | Russia               |
| 6  | Alena Hendzel'      | C     | 21 settembre 1984 | Bielorussia          |
| 7  | Bojana Živković     | P     | 29 marzo 1988     | Serbia               |
| 8  | Viktorija Kuzjakina | L     | 1º giugno 1985    | Russia               |
| 9  | Natalya Mammadova   | S/O   | 2 dicembre 1984   | Azerbaigian          |
| 10 | Ol'ga Fateeva       | S/O   | 4 maggio 1984     | Russia               |
| 14 | Anastasija Orlova   | C     | 6 giugno 1986     | Russia               |
| 15 | Ol'ga Sažina        | S     | 19 febbraio 1986  | Russia               |
| 17 | Tat'jana Bel'kova   | S     | 8 settembre 1986  | Russia               |
| 20 | Ol'ga Terechina     | L     | 6 aprile 1986     | Russia               |

## Proton
| N° | Nome                  | Ruolo | Data di nascita   | Nazionalità sportiva |
| -- | --------------------- | ----- | ----------------- | -------------------- |
| -  | Elena Sokolova        | All   | -                 | Russia               |
| 1  | Elena Samojlova       | C     | 7 agosto 1988     | Russia               |
| 2  | Galina Fëdorova       | L     | 25 aprile 1991    | Russia               |
| 3  | Marija Samojlova      | S     | 22 dicembre 1989  | Russia               |
| 4  | Ekaterina Černova     | L     | 26 gennaio 1986   | Russia               |
| 5  | Elena Irisova         | C     | 15 dicembre 1987  | Russia               |
| 7  | Julija Andruška       | O     | 5 luglio 1985     | Russia               |
| 7  | Kacjaryna Zakreŭskaja | S     | 29 settembre 1986 | Bielorussia          |
| 9  | Anna Moiseenko        | P     | 10 giugno 1985    | Russia               |
| 10 | Irina Mal'kova        | C     | 5 gennaio 1989    | Russia               |
| 11 | Antonina Kryvobologa  | S/O   | 11 ottobre 1986   | Ucraina              |
| 12 | Julija Bajlukova      | S     | 15 ottobre 1981   | Russia               |
| 13 | Tat'jana Šamanaeva    | S     | 31 marzo 1993     | Russia               |
| 14 | Ekaterina Starikova   | S     | 25 maggio 1985    | Russia               |
| 15 | Dar'ja Chmil          | P     | 13 settembre 1983 | Ucraina              |
| 17 | Irina Belenkova       | C     | 19 settembre 1987 | Russia               |

## Severstal
| N° | Nome                  | Ruolo | Data di nascita  | Nazionalità sportiva |
| -- | --------------------- | ----- | ---------------- | -------------------- |
| -  | Aleksandr Perepëlkin  | All   | -                | Russia               |
| 1  | Ol'ga Efimova         | P     | 6 gennaio 1990   | Russia               |
| 3  | Jelena Alajbeg        | S/O   | 1º ottobre 1989  | Croazia              |
| 4  | Natal'ja Vdovina      | C     | 23 ottobre 1976  | Russia               |
| 5  | Anna Levčenko         | P     | 12 luglio 1981   | Russia               |
| 6  | Julija Kutjukova      | S     | 30 marzo 1989    | Russia               |
| 7  | Natal'ja Dianskaja    | C     | 7 marzo 1989     | Russia               |
| 9  | Aleksandra Belozerova | L     | 19 novembre 1985 | Russia               |
| 10 | Marija Pilipenko      | C     | 28 aprile 1984   | Russia               |
| 11 | Jana Čerednikova      | S     | 29 aprile 1990   | Russia               |
| 12 | Marija Vonogova       | C     | 5 aprile 1990    | Russia               |
| 13 | Inna Razdobarina      | L     | 28 aprile 1987   | Russia               |
| 15 | Jovana Vesović        | S     | 21 giugno 1987   | Serbia               |
| 17 | Ol'ga Šukajlo         | S     | 26 ottobre 1991  | Russia               |

## Tjumen
| N° | Nome             | Ruolo | Data di nascita  | Nazionalità sportiva |
| -- | ---------------- | ----- | ---------------- | -------------------- |
| -  | Igor' Gajdabura  | All   | 3 dicembre 1962  | Russia               |
| 1  | Marija Ivon'kina | C     | 6 gennaio 1992   | Russia               |
| 2  | Margarita Čačina | S     | 6 dicembre 1986  | Russia               |
| 3  | Elena Zakurdaeva | S     | 20 marzo 1986    | Russia               |
| 4  | Marta Valčić     | L     | 19 luglio 1984   | Serbia               |
| 7  | Elena Budylina   | P     | 4 aprile 1988    | Russia               |
| 8  | Marija Brunceva  | C     | 12 giugno 1980   | Russia               |
| 9  | Ksenija Naumova  | S     | 1º febbraio 1990 | Russia               |
| 10 | Ol'ga Pal'čikova | C     | 25 luglio 1983   | Russia               |
| 12 | Marina Šešenina  | P     | 26 giugno 1985   | Russia               |
| 14 | Ol'ga Elgardt    | S     | 4 marzo 1987     | Russia               |
| 15 | Mira Topić       | S     | 2 giugno 1983    | Croazia              |
| 16 | Ol'ga Koba       | L     | 25 gennaio 1995  | Russia               |
| 17 | Anna Sotnikova   | S     | 29 maggio 1986   | Russia               |

## Ufimočka
| N° | Nome                   | Ruolo | Data di nascita   | Nazionalità sportiva |
| -- | ---------------------- | ----- | ----------------- | -------------------- |
| -  | Andrej Podkopaev       | All   | -                 | Russia               |
| 1  | Ol'ga Ivankova         | S     | 6 marzo 1976      | Russia               |
| 2  | Dar'ja Burkina         | P     | 1º aprile 1989    | Russia               |
| 3  | Anna Ivanova           | C     | 20 novembre 1987  | Russia               |
| 5  | Anja Spasojević        | S     | 4 luglio 1983     | Serbia               |
| 6  | Marija Plachtij        | L     | 27 luglio 1989    | Russia               |
| 7  | Nadežda Amelina        | C     | 14 settembre 1984 | Russia               |
| 8  | Anna Malova            | L     | 16 aprile 1990    | Russia               |
| 9  | Dóra Horváth           | S     | 4 marzo 1988      | Ungheria             |
| 10 | Anastasija Šljachovaja | C     | 5 ottobre 1990    | Russia               |
| 11 | Regina Tuchbatulinna   | S/O   | 2 ottobre 1990    | Russia               |
| 12 | Olesja Šaravskaja      | S     | 1º ottobre 1984   | Russia               |
| 13 | Tat'jana Alejnikova    | P     | 15 marzo 1983     | Russia               |
| 15 | Ljubov' Pronina        | S     | 10 agosto 1989    | Russia               |
| 14 | Cynthia Barboza        | S     | 7 febbraio 1987   | Stati Uniti          |
| 18 | Alina Beršakova        | S     | 12 settembre 1987 | Russia               |

## Uraločka
| N° | Nome                  | Ruolo | Data di nascita  | Nazionalità sportiva |
| -- | --------------------- | ----- | ---------------- | -------------------- |
| -  | Nikolaj Karpol'       | All   | 1º maggio 1938   | Russia               |
| 1  | Evgenija Artamonova   | S     | 17 luglio 1975   | Russia               |
| 2  | Marija Beloborodova   | C     | 12 novembre 1986 | Russia               |
| 3  | Strašimira Filipova   | C     | 18 agosto 1985   | Bulgaria             |
| 4  | Kira Jakimova         | P     | 22 marzo 1983    | Russia               |
| 5  | Aleksandra Pasynkova  | S/O   | 14 aprile 1987   | Russia               |
| 6  | Irina Zarjažko        | C     | 4 ottobre 1991   | Russia               |
| 8  | Yumilka Ruiz          | S     | 8 maggio 1978    | Cuba                 |
| 9  | Natal'ja Nazarova     | S     | 22 gennaio 1988  | Russia               |
| 10 | Anastasija Salina     | P     | 30 dicembre 1988 | Russia               |
| 11 | Viktorija Rusakova    | S     | 23 ottobre 1988  | Russia               |
| 12 | Valerija Safonova     | C     | 28 marzo 1992    | Russia               |
| 15 | Irina Smirnova        | S     | 10 aprile 1990   | Russia               |
| 17 | Viktorija Červova     | S     | 18 luglio 1991   | Russia               |
| 18 | Ekaterina Starodubova | L     | 19 ottobre 1984  | Russia               |

## Zareč'e Odincovo
| N° | Nome                   | Ruolo | Data di nascita  | Nazionalità sportiva |
| -- | ---------------------- | ----- | ---------------- | -------------------- |
| -  | Vadim Pankov           | All   | 1º giugno 1964   | Russia               |
| 1  | Ol'ga Malova           | C     | 20 febbraio 1995 | Russia               |
| 2  | Aleksandra Vinogradova | L     | 11 aprile 1988   | Russia               |
| 3  | Jana Manzjuk           | S     | 20 aprile 1992   | Russia               |
| 4  | Elena Konstantinova    | C     | 25 agosto 1981   | Russia               |
| 5  | Ekaterina Bogačëva     | C     | 2 gennaio 1990   | Russia               |
| 6  | Dar'ja Stoljarova      | S     | 29 marzo 1990    | Russia               |
| 7  | Ekaterina Romanenko    | L     | 23 dicembre 1993 | Russia               |
| 8  | Natal'ja Malych        | S/O   | 18 dicembre 1993 | Russia               |
| 9  | Dar'ja Rossamachina    | P     | 27 gennaio 1987  | Russia               |
| 10 | Ekaterina Pankova      | P     | 2 febbraio 1990  | Russia               |
| 11 | Dar'ja Gorjaeva        | S     | 9 novembre 1993  | Russia               |
| 12 | Veronica Angeloni      | S     | 9 luglio 1986    | Italia               |
| 13 | Anastasija Bavykina    | S     | 6 luglio 1992    | Russia               |
| 14 | Irina Fetisova         | C     | 9 luglio 1994    | Russia               |
| 15 | Antonella Del Core     | S     | 5 novembre 1980  | Italia               |
| 16 | Julija Burlakova       | S     | 7 ottobre 1994   | Russia               |
| 17 | Alina Jarošik          | S     | 14 maggio 1992   | Russia               |
| 18 | Marina Ivanova         | C     | 27 gennaio 1994  | Russia               |